# Rad (település)
Rad (szlovákul: Rad) község Szlovákiában, a Kassai kerület Tőketerebesi járásában.

## Fekvése
Királyhelmectől 11 km-re északnyugatra, a Latorca közelében fekszik. Körtvélyes tartozik hozzá.

## Története
A régészeti leletek szerint a község területén már az i. e. 2500 körüli időben éltek emberek.
A települést 1319-ben a szomszédos keresztúri határ leírását tartalmazó oklevélben említik először. Az 1332 és 1337 között felvett pápai tizedjegyzékben is szerepel. 1392-ben az Imreghiek és a Czékeyek a birtokosai. A 15. század elején az Imreghiek, Soósok és Kelecsényiek birtokolják, majd a század második felében már több tulajdonosa is van. 1567-ben 3, 1582-ben 2 portáig adózott a község. 1600-ban temploma, plébániája, iskolája, 2 nemesi kúriája és 16 adózó háztartása volt. Egykori várkastélya a 16. és 17. század fordulóján épülhetett, 1692-ben már romos épületként említik, valószínűleg a kuruc harcokban égették fel. 1637-ben Melith György minorita kolostort alapított a községben, a kolostor a 18. század közepén Imregre költözött. A falu a 17. század második felében a Forgách és Nemessányi családok birtoka. 1715-ben 4, 1720-ban 6 adózó háztartása volt. 1770-ben Mária Terézia Schuller Lipót tábornoknak adományozta, de később újra többek tulajdonában áll, köztük a Szirmay és Rozgonyi családokéban.
1796-ban Vályi András ezt írja róla: „RAD. Magyar, és tót falu Zemplén Vármegyében, földes Urai több Uraságok, lakosai külömbfélék, fekszik dél felől való óldalán Puszta Kőrtvélesi prædium, melly jó gabona termő, réttye is jó szénát terem; n. k. pedig Eszenyke puszta, mellyen szántóföldgyei, réttyei, és legelőji vagynak; földgye fekete agyag, és kevéssé homokos, erdeje nints, határját Tisza, és Latortza vize szokta károsítani.”
A 19. század elején Szirmay Antal a legnagyobb birtokos a községben. Fényes Elek 1851-ben kiadott geográfiai szótárában így ír a faluról: „Rád, magyar-orosz falu, Zemplén vmegyében, Zemplénhez 1/2 órányira a Bodroghközben: 272 romai kath., 12 zsidó lak. Kath. paroch. templom. 505 hold szántóföld. F. u. többen. Ut. p. Ujhely.”
Borovszky Samu monográfiasorozatának Zemplén vármegyét tárgyaló része szerint: „Rad, bodrogközi magyar kisközség, körjegyzőségi székhely. Van 77 háza és 504, nagyobbára római katholikus vallású lakosa. Saját postája van, távírója és vasúti állomása Szomotor. 1419-ben találkozunk vele, a mikor Imreghi Andrást iktatják birtokába. 1446-ben a Csebiek zálogos birtoka. 1458-ban Palóczi László és 1478-ban Czékei János is kapnak itt részeket. 1510-ben Gerendi Lászlót, Dobó Zsófiát és Eödönffy Pétert iktatják némely részei birtokába, de ugyanakkor Czékei Jánosnak és Bánffy Péternek is van benne része. Később tűnik fel a Radi család, mely a nevét is innen vette. 1578-ban már Vékey Ferenczet is itt találjuk. 1598-ban az akkori összeírás csak Soós Andrást és Melith Pált említi birtokosaiként. Melith György 1637-ben minorítákat telepített ide s számukra klastromot építtetett, melyet 1753-ban hagytak el s költöztek át Imregre. 1684-ben nagy része Forgách Andrásé, ki hűtlensége miatt nótába esvén, a kincstár lett az ura, majd Nemessányi Boldizsárnak lett zálogbirtoka. 1770-ben Mária Terézia Schuller Lipót tábornoknak adományozta. A XVIII. század végén a Gergelyi, Szirmay, Malonyay, Tomsics és Rozgonyi családok a földesurai. 1808-ban Szirmay Antal némely részére újabb királyi adományt kap, de kívüle birtokosok még a báró Ghillányi, Péchy, Berzeviczy, Somsich és Dévényi családok, valamint a Horváth család is. Most Meczner Bélának van itt nagyobb birtoka s mind neki, mind Bencsik Istvánnak csinos régi úrilaka. A hajdani minorita kolostor romladozó épülete még most is fennáll és a róm. kath. lelkész lakásául szolgál. Udvarán láthatók még a régi minorita templom romjai, melyeknek freskós falait két évtizeddel ezelőtt még magtárul használtak. Római katholikus temploma 1822-ben épült. Ide tartozik Körtvélyes-puszta, mely a XV. században még község volt s Rad sorsában osztozott. Újabbkori birtokosai a Gergelyi, Soós, Pintér és Szirmay családok voltak.”
1920-ig Zemplén vármegye Bodrogközi járásához tartozott. 1938 és 1945 között újra Magyarország része.

## Népessége
| Év:            | 1994. | 2004.    | 2014.   | 2024.    |
| -------------- | ----- | -------- | ------- | -------- |
| Emberek száma: | 522   | 582      | 552     | 479      |
| Eltérés:       |       | +11,49 % | -5,15 % | -13,22 % |

| Év:            | 2023. | 2024.   |
| -------------- | ----- | ------- |
| Emberek száma: | 491   | 479     |
| Eltérés:       |       | -2,44 % |

1910-ben 440-en, túlnyomórészt magyarok lakták.
2001-ben 561 lakosából 426 magyar és 123 szlovák.
2011-ben 556 lakosából 366 magyar és 162 szlovák.

## Nevezetességei
Római katolikus temploma a 13. században épült, először azonban csak a 15. században tesznek említést róla. 1438-ban még nem volt tornya, temető vette körül. 1584-től a 18. századig az evangélikusok birtokában állt. 1635 és 1705 között szolgálatát a ferencesek látták el, akik kolostorral rendelkeztek a faluban. 1822-ben klasszicista stílusban építették át.